# Kikuko Inoue (Synchronsprecherin)

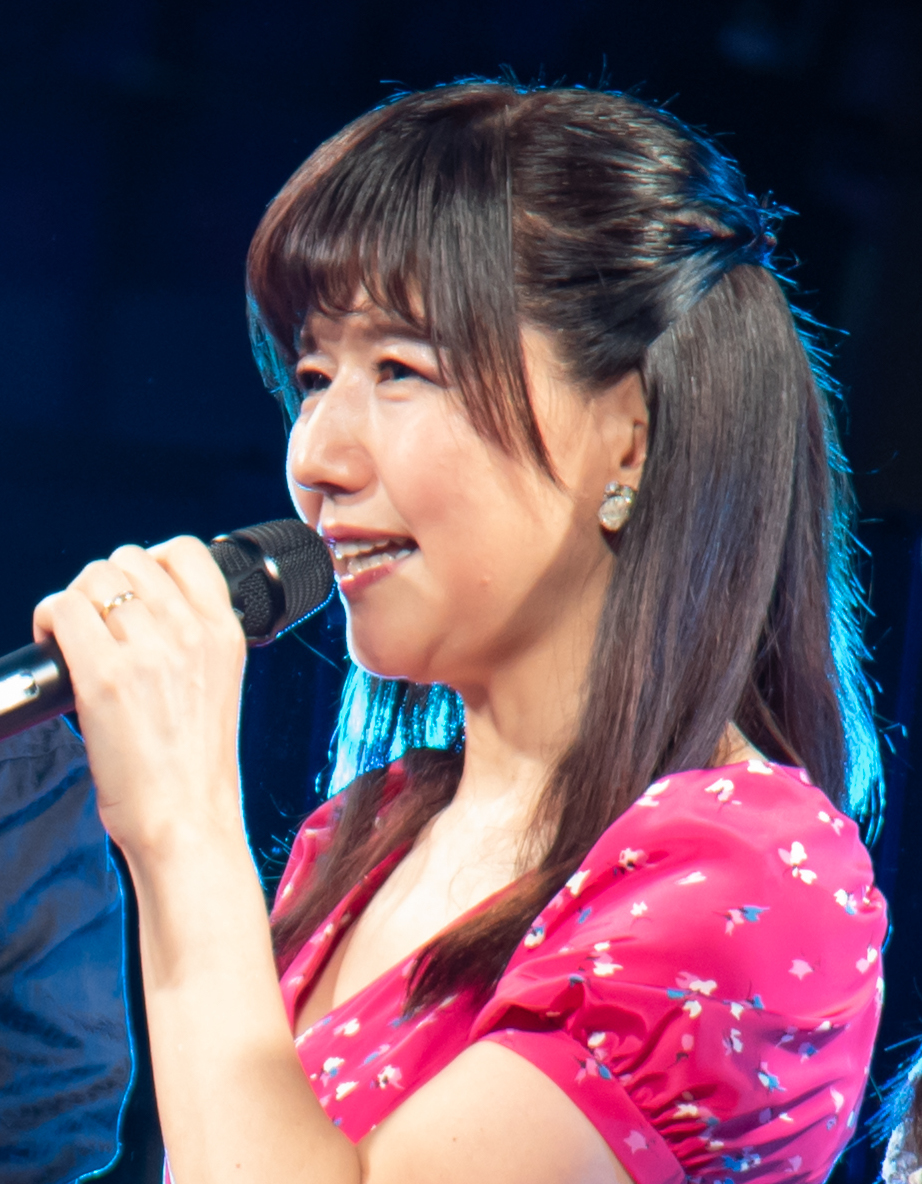
Kikuko Inoue

Kikuko Inoue (jap. 井上 喜久子, Inoue Kikuko; * 25. September 1964 in Yokosuka, Präfektur Kanagawa) ist eine japanische Synchronsprecherin (Seiyū), Erzählerin und Singer-Songwriterin. Sie ist eine Sängerin der japanischen Frauenband DoCo, die sich 1990 aus den japanischen Synchronsprecherinnen der Animeserie Ranma ½ gebildet hat. Sie ist auch noch Mitglied der Gesangsgruppen Goddess Family Club.

## Sprechrollen
- Belldandy in Oh! My Goddess
- Guinevere Green in Argento Soma
- Mercédès de Morcerf (Mercédès Herrera) in Gankutsuō
- Tatra in Magic Knight Rayearth
- Mei Momozono in Mouse
- Nanase Senjō/Silk in Yumeria
- Seira Mimori in Kaito St. Tail
- Kasumi Tendō in Ranma ½
- Goei in Dragon Girls
- Mizuho Kazami in Onegai Twins
- Mizuho Kazami in Onegai Teacher
- Izayoi in InuYasha – Swords of an Honorable Ruler
- Cecile Croomy in Code Geass – Hangyaku no Lelouch
- Laia Einburg in Slayers Great
- Belldandy in Oh! My Goddess: Der Film
- Maria Asagi in Gungrave
- Miria in Claymore – Schwert der Rache
- Cool in Shin Megami Tensei: Devil Children
- Lust in Fullmetal Alchemist
- Tōko Aozaki in Kara no Kyōkai – the Garden of sinners
- Branwen in Queen’s Blade Rebellion
- Yoriko Yasaka in Haiyore! Nyaruko-san
- Miseria in Professor Layton und die ewige Diva
- Rune Venus in El Hazard
- Lobelia Carlini in Sakura Taisen
- Elza „Angel“ Lynch in Parasite Dolls
- Shizuka Nekonome in Rosario to Vampire
- Palm Siberia in Hunter × Hunter
- Misty May in Otaku no Video
- Lady Emeraldas in Cosmowarrior Zero
- Rhea in Fire Emblem: Three Houses
- Uni-Lord in Shy

## Computerspiele
- Air (Uraha)
- Clannad (Sanae Furukawa)
- Fire Emblem: Three Houses (Rhea)
- Genshin Impact (Alice)